# Francesco Possenti (poeta)
Francesco Possenti (Roma, 1899 – Roma, 1993) è stato un poeta italiano che scrisse in dialetto romanesco.

## Biografia
Funzionario comunale di professione, viene ricordato come scrittore in dialetto romanesco a partire dal 1917. Ha collaborato a numerosi giornali e ha pubblicato sette volumi di poesie in vernacolo. Ha curato un'antologia di poesie relative al periodo dal 1863 (morte di Giuseppe Gioacchino Belli) al 1965 - in due volumi - dal titolo "Cento anni di poesia romanesca", e una pubblicazione su "I Teatri del primo novecento".
In un saggio sulla poesia del Possenti, comparso sul periodico napoletano Cimento, nel numero di luglio 1961, Cesare Basini si è espresso, fra l'altro, così:
"... I personaggi di Possenti sono ormai famosi. L'arrivista, il frequentatore scemoide di via Veneto, la vecchia grassona blasonata che con molto sussiego compie una serie di inutili, ma esibizionistiche faccende, il codazzo degli elegantoni sfaticati che l'attorniano ossequiandola e che sfrancesizzano per mostrarsi più 'a la page', la donnetta linguacciuta, il pezzo grosso colmo di autosufficienza, la nonna che vuole a tutti i costi rimaner giovane, ... sono le vivide e grottesche marionette che Possenti agita con mano maestra, inserendo a tratti, in impulsive immedesimazioni, la propria voce beffarda, ma niente affatto maligna. Più che frustare, egli dà paccate di pretta marca romanesca ... Ma talvolta frusta in modo da lasciare il livido."

## Opere
- Su e giù per Roma, casa ed. libraria italiana, 1935
- Acqua salata, Roma, 1947
- Palloncini, ed. Staderini, Roma, 1949
- Voce de Roma, ed. La carovana, 1954
- La Traviata spiegata al popolo, ed. La carovana, 1956
- Colore de Roma, Banco di S. Spirito, Roma, 1959
- Sabbato sera, ed. La carovana, 1961
- Cento anni di poesia romanesca, ed. Staderini, Roma, 1966
- I teatri del primo novecento, ed. Lucarini, 1984.